# Каанаак
Каанаак (гренл. Qaanaaq) — город и центр одноимённого муниципалитета в Северной Гренландии. Это единственный город и муниципалитет в этой части острова.
Каанаак был основан, когда США решили расширить свою базу в Туле, из-за чего население Питуффика было вынуждено переселиться на 31 км в течение 4 дней.
Севернее Сиорапалука лежит Иита, заброшенная деревня в 78 км на северо-запад от него, бывшая самым северным поселением в мире (78°19’ с. ш.). Ещё дальше на север лежит Анноаток, бывший охотничий пост, в 24 км к северу от Эты (78°33’ с. ш.)
Площадь территории муниципалитета составляет 225,5 тыс. км², основную часть которых составляет ледяной щит. Это самый большой муниципалитет Гренландии и в мире вообще. Он граничит с Упернавиком на юге, Северо-Восточным Гренландским национальным парком на востоке и имеет морскую границу с Канадой на западе. Также на его территории находится авиабаза Туле, считающаяся невключённой территорией. Близ Каанаака расположено самое высокое сооружение Гренландии — Радиомачта Туле, 378 метров высотой.
В 4 км к северо-западу от города расположен аэропорт Каанаак. Это — единственный гражданский аэропорт севернее Упернавика, и потому он жизненно важен для северной Гренландии.
Через Каанаак прошли полосы кольцеобразного затмения 2021 года, а также должны наступить полные солнечные затмения 2044 и 2090 годов соответственно.

## Население
Население Каанаака достигает 640 чел., всего муниципалитета — 850 (на 1 января 2005 года). Кроме самого городка, люди проживают также в пяти деревнях:
- Сависсивик — 78 чел., на севере залива Мелвилл, на юге муниципалитета.
- Мориусак — 21 чел., в 30 км от базы Туле.
- Кекертат — 22 чел., на острове в Гарвард Фер.
- Керкертарсуак — 12 чел., на острове Херберт.
- Сиорапалук — 87 чел., одно из самых северных поселений в мире, на 77°47’с. ш.

Население деревень сокращается, так как люди перебираются в город. Раньше деревень было больше, но многие уже заброшены. Процесс урбанизации идёт по всей Гренландии.